# مهرجان الشاشات السوداء
مهرجان الشاشات السوداء (بالفرنسية: Festival de cinéma "Ecrans Noirs) هُو مهرجان سينمائي يُقام سنويا في ياوندي عاصمة الكاميرون. يوصف المهرجان بأنه «أكبر حدث سينمائي في منطقة أفريقيا الوسطى».
أُسس مهرجان الشاشات السوداء سنة 1997 من قبل من قبل صانع الأفلام الكاميروني "باسيك با كوبهيو"، وتُدير المهرجان مُنظمة تحمل نفس الاسم. أقيمت النسخة الثالثة والعشرون في يوليو 2019، وقد كان الموضوع الرئيسي للنسخة هو «المرأة في السينما الأفريقية».

## الفائزون بجائزة الشاشة الذهبية
| السنة | الفيلم الفائز                       | البلد                       | مراجع |
| ----- | ----------------------------------- | --------------------------- | ----- |
| 2016  | دموع إبليس للمُخرج هشام الجباري.     | المغرب                      | [ 5 ] |
| 2017  | أطفال الجبل للمُخرجة بريسيلا أناني.  | غانا                        | [ 6 ] |
| 2018  | ماكيلا للمُخرجة ماشيري إكوا باهانغو. | جمهورية الكونغو الديمقراطية | [ 7 ] |
| 2019  | رحمة الغابة لمُخرجه جويل كاريكزي.    | رواندا                      | [ 3 ] |

## الدورات
| النسخة | السنة | التاريخ                   | الموضوع                                                                                 |
| ------ | ----- | ------------------------- | --------------------------------------------------------------------------------------- |
| 24     | 2020  | من 31 أكتوبر إلى 7 نوفمبر | السينما في أزمة، وسينما الأزمة: كوفيد -19، فرصة لإعادة تأسيس السينما الأفريقية؟         |
| 19     | 2015  | من 15 إلى 18 يوليو        | المتطلبات الرقمية والتدريبية                                                            |
| 18     | 2014  | من 19 إلى 26 يوليو        | سينما مغربية ونيجيرية. أي طريق نحو أفريقيا الوسطى؟                                      |
| 17     | 2013  | من 29 يونيو إلى 6 يوليو   | الأشكال الجديدة لإنتاج الأفلام وتوزيعها في إفريقيا: إمكانيات وحدود الابتكار التكنولوجي. |
| 16     | 2012  | من 30 يونيو إلى 7 يوليو   | تطور التلفزيون الأفريقي: ذخر أم عائق لسينما القارة؟                                     |
| 15     | 2011  | من 15 يونيو إلى 18 يونيو  | السينما الأفريقية                                                                       |
| 14     | 2010  | من 29 مايو إلى 5 يونيو    | السينما والأدب                                                                          |
| 13     | 2009  | من 30 مايو إلى 6 يونيو    | السينما والاقتصاد                                                                       |
| 12     | 2008  | من 31 مايو إلى 7 يونيو    | النساء في الميدان السينمائي والسمعي البصري                                              |